# Pantoporia attica
Pantoporia attica är en fjärilsart som beskrevs av Semper 1889. Pantoporia attica ingår i släktet Pantoporia och familjen praktfjärilar. Inga underarter finns listade i Catalogue of Life.